# Stará Myjava
Stará Myjava je naseljeno mjesto u okrugu Myjava u  Trenčínskom kraju u Slovačkoj.

## Stanovništvo
| Godina:     | 1993. | 2003.   | 2013.   | 2023.   |
| ----------- | ----- | ------- | ------- | ------- |
| Broj ljudi: | 746   | 727     | 732     | 744     |
| Razlika:    |       | -2,54 % | +0,68 % | +1,63 % |

| Godina:     | 2022. | 2023.   |
| ----------- | ----- | ------- |
| Broj ljudi: | 747   | 744     |
| Razlika:    |       | -0,40 % |

Prema podacima o broju stanovnika iz 2023. godine naselje je imalo 744 stanovnika.

## Vanjske poveznice
|  | Zajednički poslužitelj ima još gradiva o temi Stará Myjava |

- Službena stranica naselja (sl.)